# Okapi Aalst in het seizoen 2022/23
Het seizoen 2022/2023 was het 21e jaar in het bestaan van de Aalstse basketbalclub Okapi Aalst sinds de heroprichting in 2002.

## Verloop
De club kwam uit in de BNXT League voor een tweede seizoen en kreeg zijn licentie in mei 2022. Diezelfde maand tekende hoofdcoach Thomas Crab een contract voor drie jaar en kreeg naast zich Pieter De Groof als assistent-coach. De contracten van Steff Schauvlieger, Siebe Ledegen en Glenn Temmerman werden in juni verlengd tot 2025. Daarnaast tekende de tweelingbroers Joeri en Joren Vermoesen opnieuw bij Aalst nadat zij zeven jaar speelden in de tweede klasse. Daarnaast verlengde ook Ivan Maras, Dorian Marchant en Nikola Popović hun contracten en kwam Jordan Walker over van het Duitse Hamburg Towers. Spelers die Aalst verlieten waren: Senne Geukens, Wout De Paepe, Shavon Coleman en Paulius Valinskas.
In september raakte Joren Vermoesen gebleseerd en was zes weken niet inzetbaar. In december kwam de Amerikaan Daren Queenan nog eens een match bijwonen en worp de bal op bij de start van de wedstrijd tegen Oostende. Queenan speelde van 1992 tot 1999 voor Aalst.Joren Vermoesen raakte in december 2022 voor een tweede keer geblesseerd en was ditmaal voor zes maanden afwezig en onderging een operatie. In januari 2023 werd de Zwitser Michel-Ofik Nzege gehaald als zijn vervanger.
Eind januari verliet Nikola Popović de ploeg en trok naar Litouwen als vervanger werd de Amerikaan Josh Price gehaald. In maart kondigde de club een samenwerking met BBC Falco Gent aan om talenten beter op te leiden. In april raakte ook Nzege geblesseerd maar voor hem kon geen vervanger meer gehaald worden volgens de reglementen.
In de Beker van België verloren ze in de achtste finale van Spirou Charleroi nadat ze in de zestiende finale van BC Gistel-Oostende hadden gewonnen. Okapi Aalst werd zevende in de nationale competitie van de BNXT-league en kwam daardoor uit in de Elite Silver. In de Elite Silver werden ze tweede en wonnen negen van hun tien wedstrijden maar doordat Leuven Bears eerste werd kwalificeerden ze zich niet voor een plaats in de play-offs voor de Belgische titel. In de eerste ronde van de BNXT-league play-offs versloegen ze BC Apollo Amsterdam over twee wedstrijden maar ze verloren in de tweede ronde van de Leuven Bears.

## Ploeg
Antwerp Giants ·
Apollo Amsterdam ·
Aris Leeuwarden ·
BAL ·
Union Mons-Hainaut ·
Den Helder Suns ·
Donar ·
Feyenoord ·
Heroes Den Bosch ·
Kangoeroes Basket Mechelen ·
Landstede Hammers ·
Leuven Bears ·
Liège Basket ·
Limburg United ·
Okapi Aalst ·
Oostende ·
Brussels Basketball ·
Spirou Charleroi ·
Yoast United ·
ZZ Leiden